# Acemya plankii
Acemya plankii là một loài ruồi trong họ Tachinidae.